# Strefa podbiegunowa
Strefa podbiegunowa lub strefa polarna – jedna z trzech stref oświetlenia Ziemi, obejmująca obszary na obu półkulach położone za kołem podbiegunowym. W strefach polarnych występuje zjawisko dni i nocy polarnych.

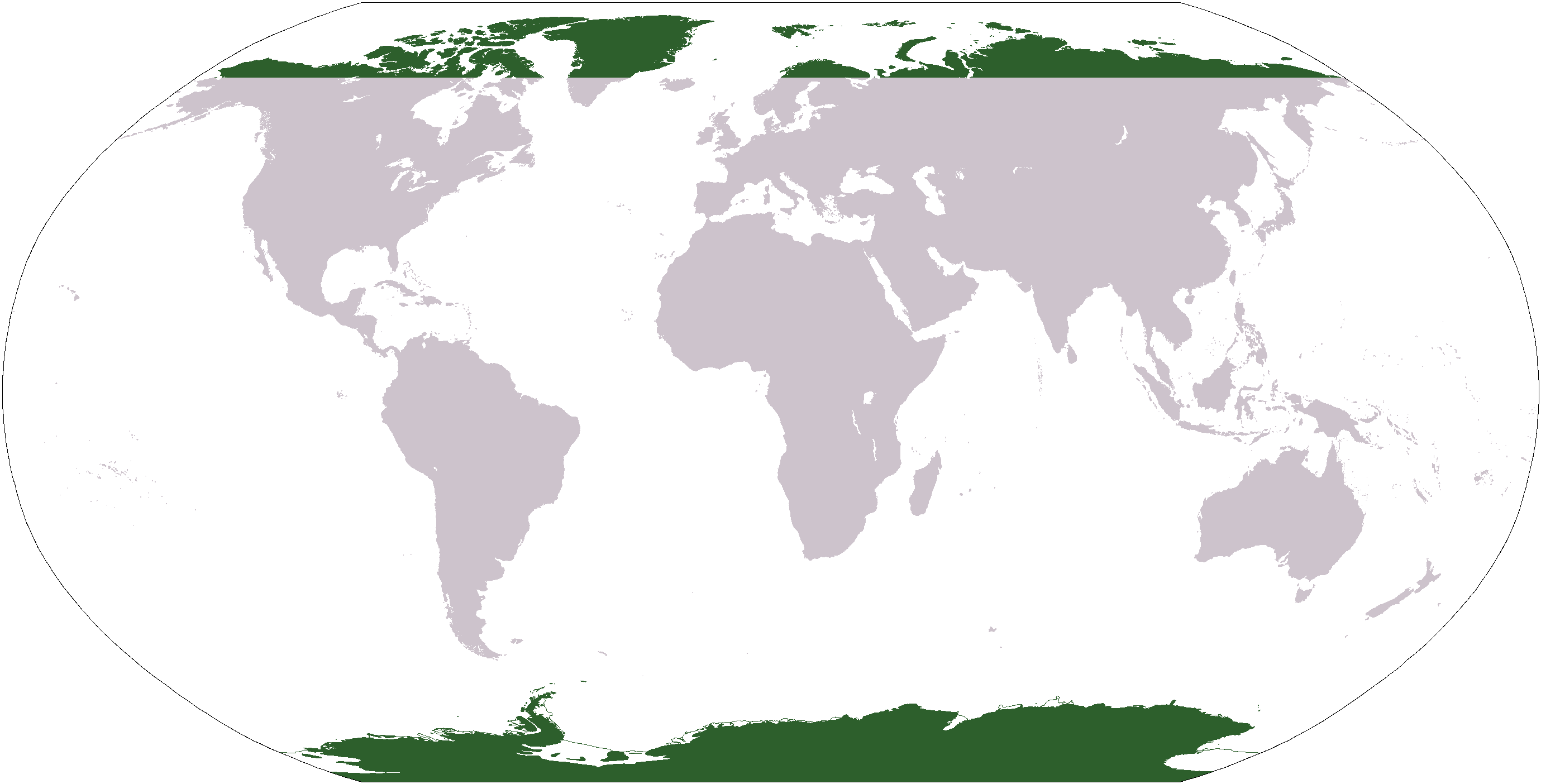
Zaznaczone zielono położenie stref polarnych

Strefy polarne położone są między innymi na terenach Antarktydy (południowa) i Arktyki (północna). Błędem jest nazywanie strefami podbiegunowymi stref klimatów okołobiegunowych, których zasięg się różni.

## Naświetlenie
Strefy te otrzymują umiarkowane ilości promieniowania słonecznego w półroczu letnim przy bardzo długim dniu, trwającym przynajmniej raz 24 godziny (dzień polarny). Natomiast w półroczu zimowym ilości promieniowania są bardzo nikłe przy bardzo krótkim dniu (noc polarna).
Na biegunach geograficznych dzień polarny i noc polarna trwają po pół roku od dni równonocy, zaś na kołach podbiegunowych tylko dobę.

## Temperatura
Są zwane zimnymi, leżą między kołami podbiegunowymi a biegunami, tj. między 66°34'N a 90°N i 66°34'S a 90°S. Wokół bieguna panuje jeszcze zimniejszy klimat niż w strefie tundry. Nawet latem temperatura rzadko przekracza 0 °C, dlatego śnieg gromadzi się tu cały rok. Ze śniegu powstają lodowce, które przykrywają większą część obszarów polarnych.
Przez cały rok odnotowane są temperatury ujemne od -20 °C do -50 °C. Opady są tu wyłącznie pod postacią śniegu i to w niewielkich ilościach.